# Babouk
Heteropoda venatoria
Pour les articles homonymes, voir Babouk (homonymie) et araignée-banane.
Espèce
Heteropoda venatoria, la Babouk, est une espèce d'araignées aranéomorphes de la famille des Sparassidae. Elle peut-être confondue avec l'araignée-banane des Antilles.

## Dénominations
Son nom en créole réunionnais est le babouk (à la Réunion, ce nom est masculin), aussi orthographié babouc ou babouque en français régional. Elle est aussi désignée, avec d'autres espèces, sous le nom ambigu « d'araignée-banane » ou « araignées des bananes », comme aux Antilles ou au Québec.

## Caractéristiques

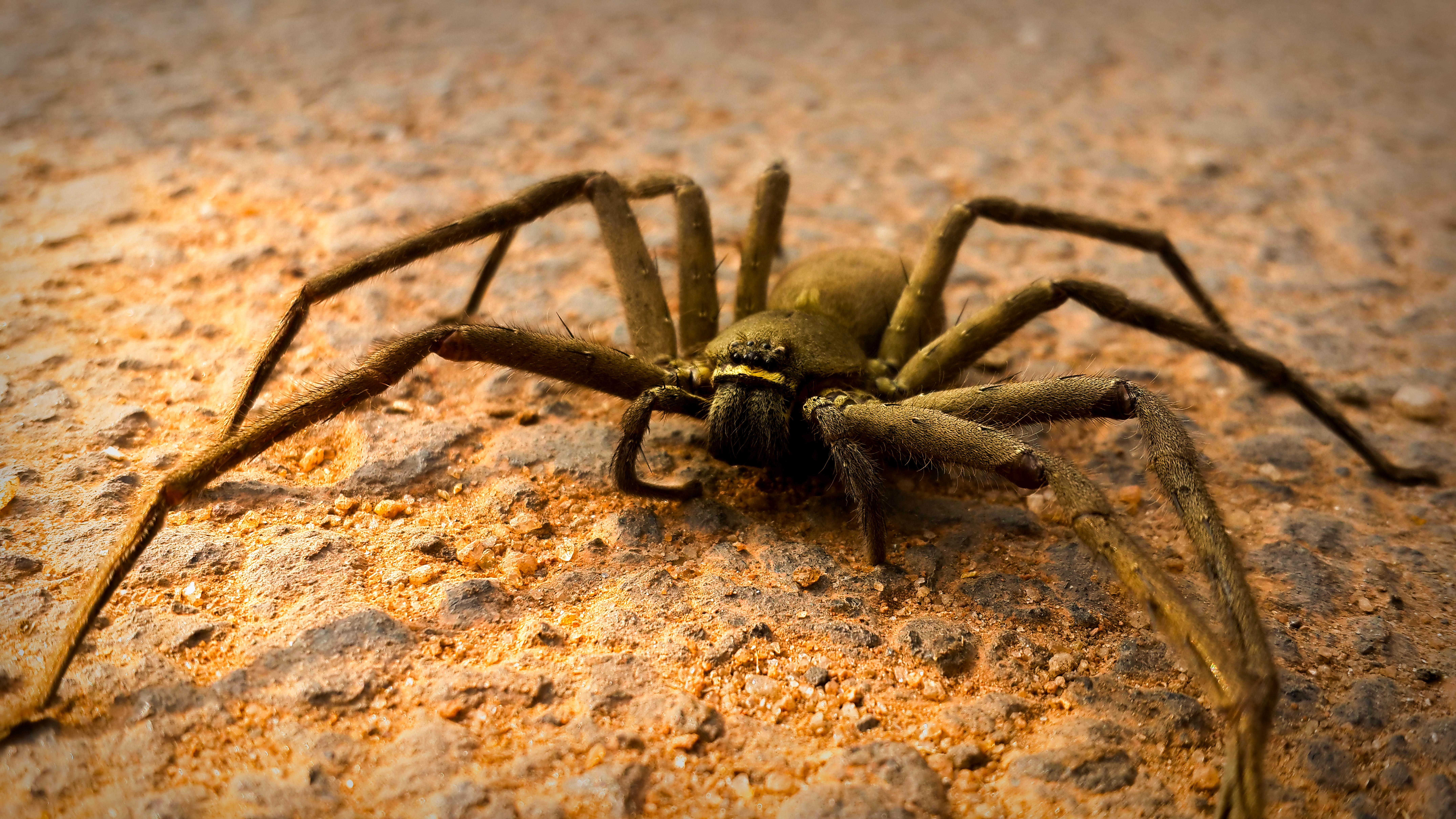

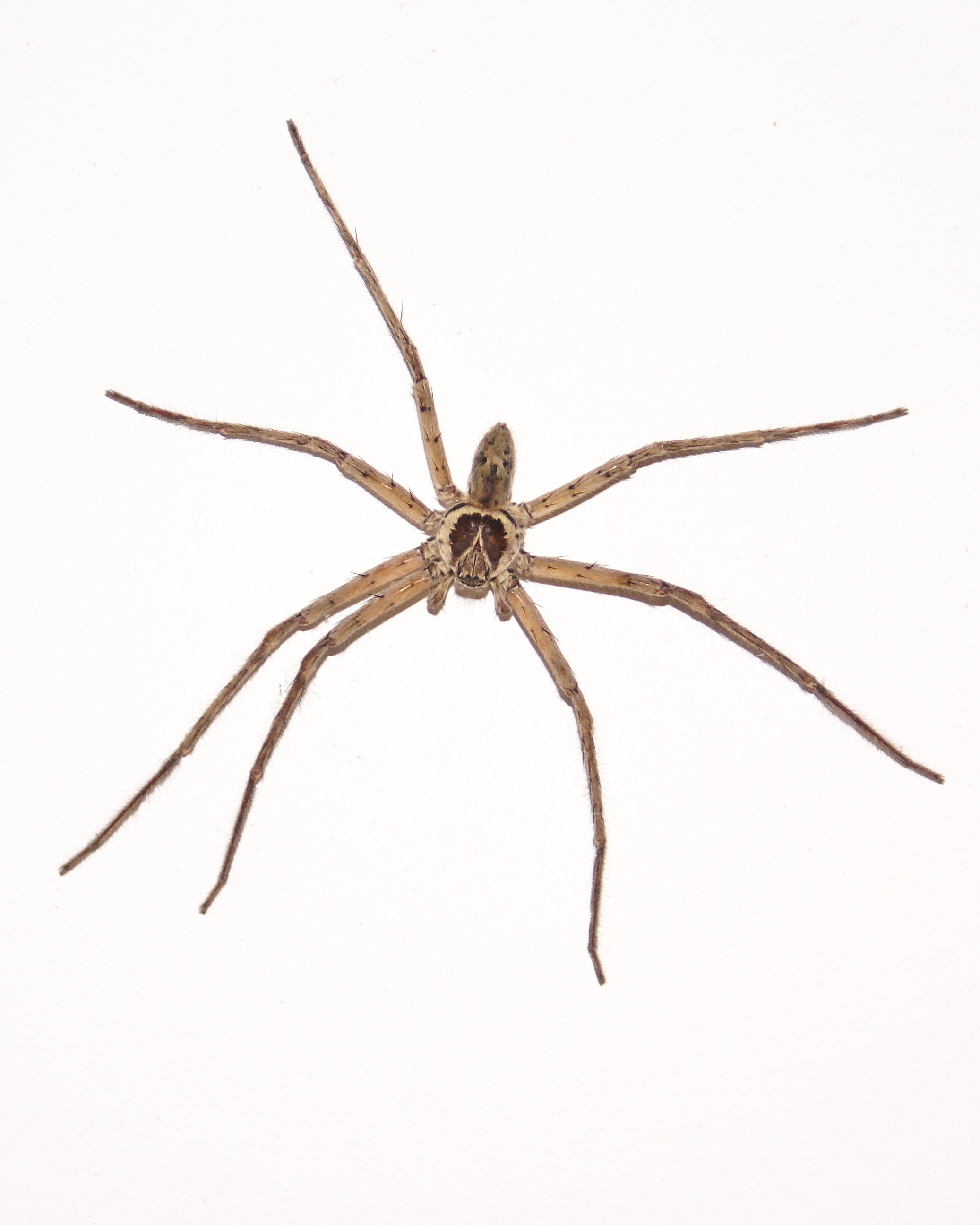
Un mâle ayant perdu une patte gauche.

Le corps mesure de 22 à 28 mm et avec des pattes étendues de 7 à 12 cm. Les femelles ont un corps plus gros que les mâles, notamment au niveau de l'opisthosome. Le corps mesure jusqu'à 30 mm chez la femelle et 22 mm chez le mâle.

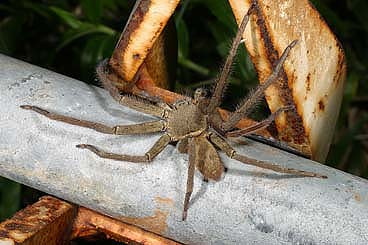
Femelle.
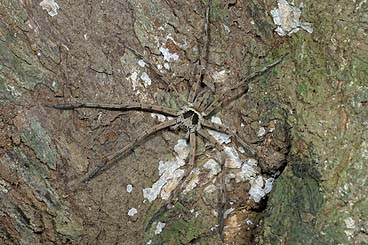
Mâle.

## Écologie et comportement
La babouk est une espèce chasseuse qui ne construit pas de toile. La femelle porte son sac à œufs sous son abdomen. C'est une espèce commensale que l'on rencontre quasi exclusivement dans les habitations, où elle se nourrit de cafards et de gros insectes.

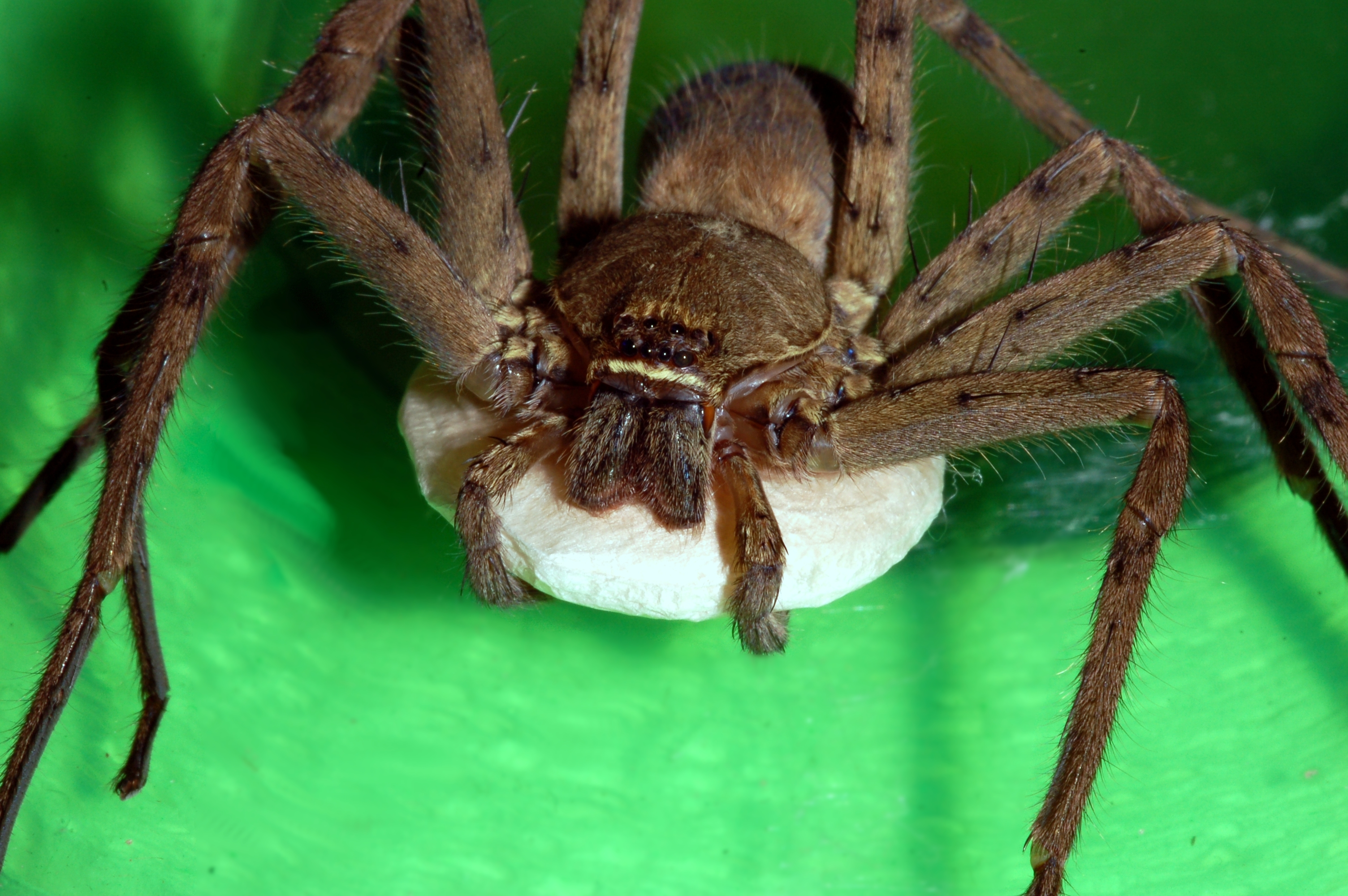
Femelle portant son sac d'œufs.
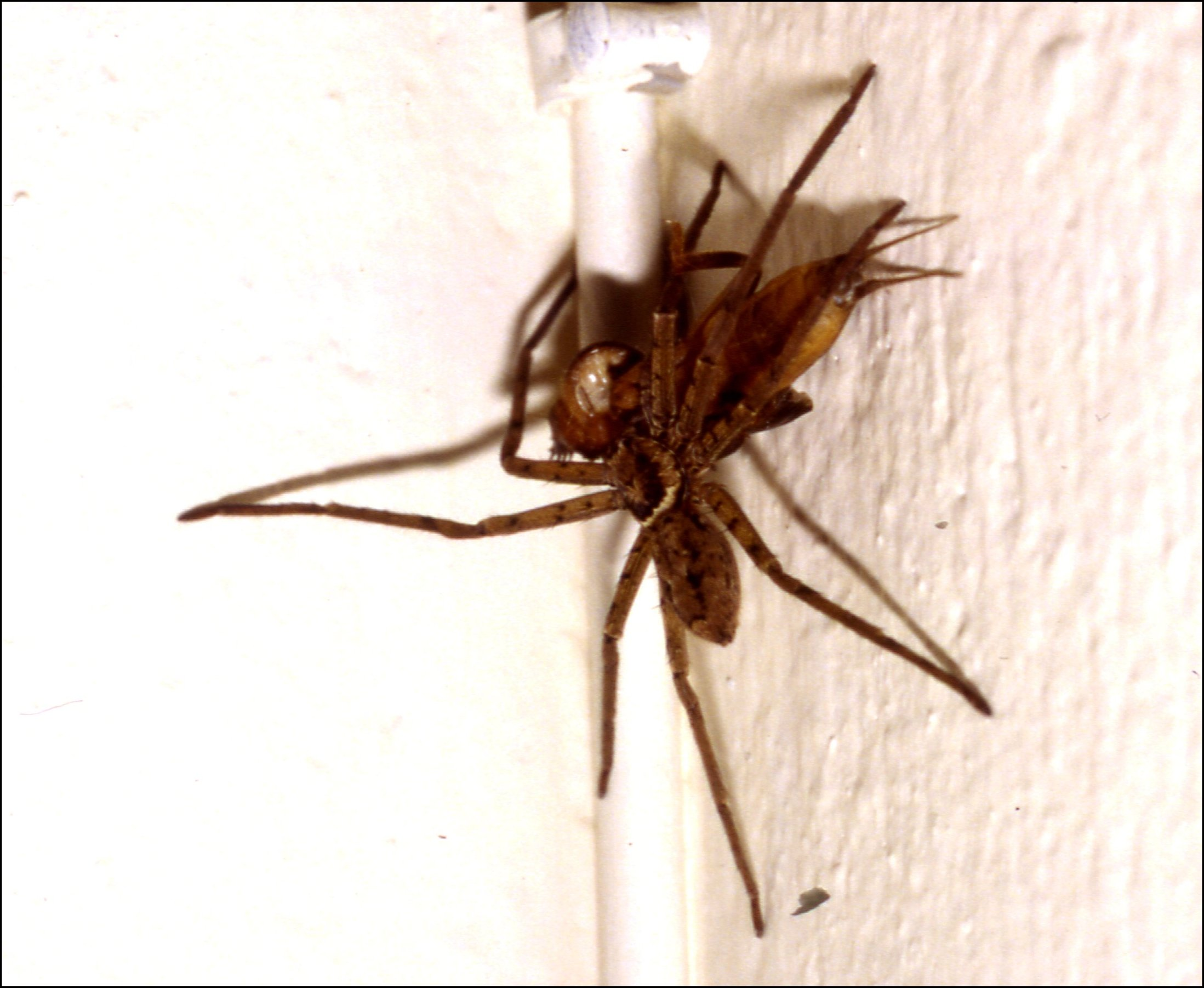
Heteropoda venatoria ayant capturé une Courtilière, en Guyane.

## Habitat et répartition

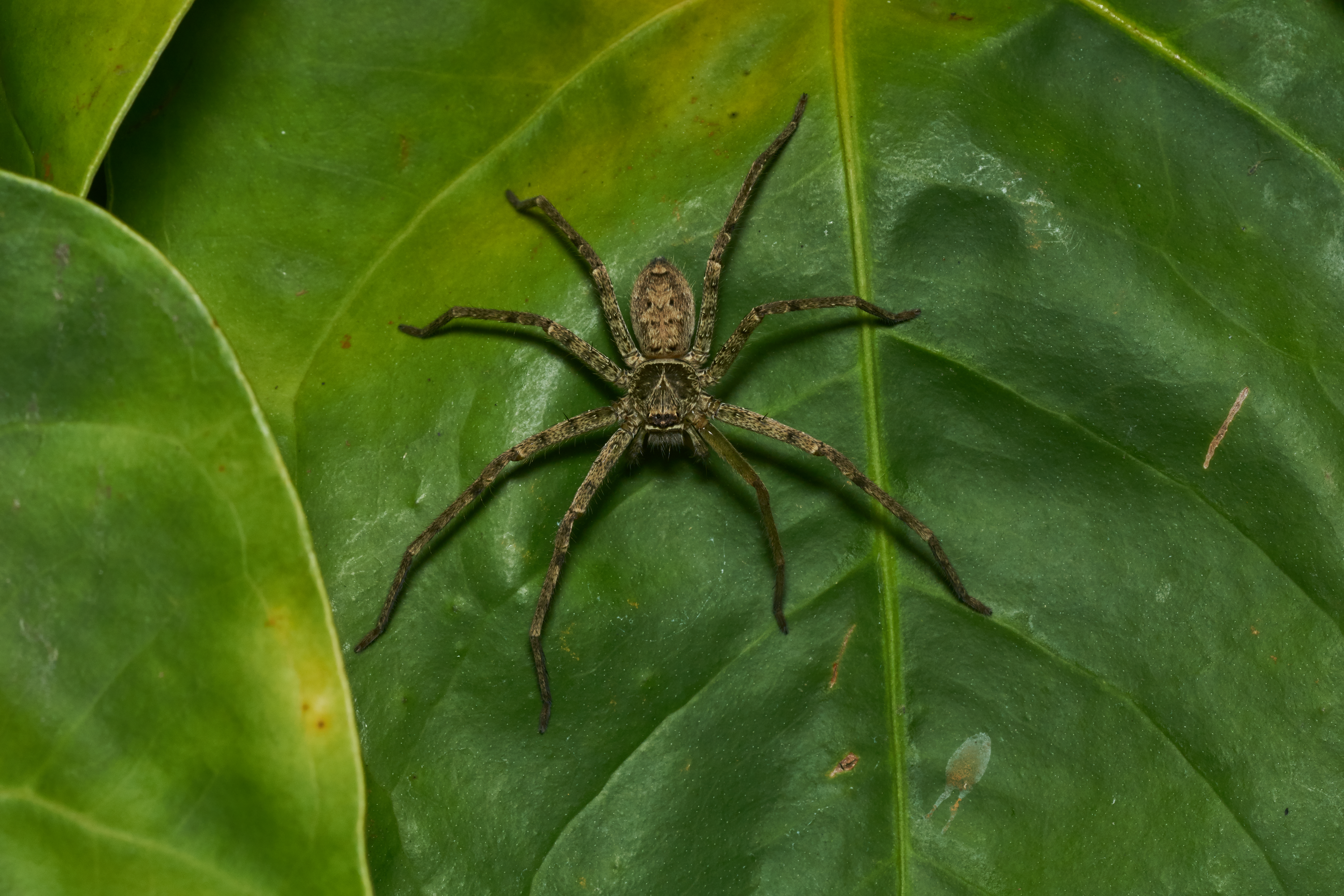
Mâle au Kerala en Inde.

La babouk vit dans les bâtiments, dans les plantations de bananes, les forêts secondaires et parmi les cailloux.
Cette espèce pantropicale par introduction est originaire d'Asie. Elle a été introduite en Amérique, dans les îles de l'océan Pacifique, en Afrique et en Europe.
Elle est connue dans les départements français de La Réunion, de Guadeloupe, de Mayotte, de Guyane et de Martinique, ainsi qu'en Polynésie française et en Nouvelle-Calédonie.
Elle a été observée en Inde, au Sri Lanka, au Népal, au Bhoutan, au Bangladesh, en Birmanie, en Thaïlande, au Cambodge, au Viêt Nam, à Singapour, en Malaisie, en Indonésie, en Papouasie-Nouvelle-Guinée, aux Philippines, en Chine, au Japon et à Taïwan.
Elle est parfois transportée avec des marchandises dans d'autres pays. Un cas de morsure est par exemple signalé au Royaume-Uni. Une babouk est également trouvée dans un régime de bananes à Sallanches en janvier 2015, d'abord signalée comme appartenant à l'espèce Phoneutria nigriventer et identifiée correctement par Christine Rollard. Une autre a été trouvée fin août 2022 dans un supermarché de Castelnau-d'Estrétefonds par un employé déballant une palette de bananes en provenance du Ghana, l'araignée ayant été transportée vivante par les pompiers à l'école vétérinaire de Toulouse où elle a été formellement identifiée.

## Classification
Cette espèce a été décrite sous le protonyme Aranea venatoria par Linné en 1767. Elle est l'espèce-type du genre Heteropoda.
Heteropoda venatoria pseudomarginata  est un nomen dubium.

### Liste des synonymes
Cette espèce admet de nombreux synonymes :
- Aranea venatoria Linnaeus, 1767
- Aranea regia Fabricius, 1793
- Aranea pallens Fabricius, 1798
- Thomisus leucosius Walckenaer, 1805
- Micrommata setulosa Perty, 1833
- Olios antillianus Walckenaer, 1837
- Olios freycineti Walckenaer, 1837
- Olios colombianus Walckenaer, 1837
- Ocypete thoracica C. L. Koch, 1845
- Ocypete murina C. L. Koch, 1845
- Ocypete draco C. L. Koch, 1845
- Olios albifrons Lucas, 1852
- Olios javensis Doleschall, 1857
- Olios gabonensis Lucas, 1858
- Olios zonatus Doleschall, 1859
- Ocypete bruneiceps Giebel, 1863
- Sparassus ammanita Dufour, 1863
- Helicopis maderiana Thorell, 1875
- Sarotes truncus McCook, 1878
- Sarotes aulicus L. Koch, 1878
- Sarotes invictus L. Koch, 1878
- Sarotes peditatus Karsch, 1881
- Heteropoda ferina Simon, 1887
- Heteropoda ocellata Pocock, 1903
- Heteropoda venatoria chinesica Strand, 1907
- Heteropoda venatoria japonica Strand, 1907
- Heteropoda venatoria maculipes Strand, 1907
- Heteropoda venatoria pluridentata Hogg, 1914
- Heteropoda nicki Strand, 1915
- Heteropoda nicki quala Strand, 1915
- Palystes ledleyi Hogg, 1922
- Heteropoda tokarensis Yaginuma, 1961
- Heteropoda andamanensis Tikader, 1977
- Heteropoda nicobarensis Tikader, 1977
- Heteropoda hainanensis Li, 1991
- Heteropoda shimen Yin, Peng, Yan & Bao, 2000

### Liste des sous-espèces
Selon World Spider Catalog (version 20.5, 29/10/2019) :
- Heteropoda venatoria emarginata Thorell, 1881 de Sumatra
- Heteropoda venatoria foveolata Thorell, 1881 de Nouvelle-Guinée
- Heteropoda venatoria venatoria (Linnaeus, 1767)

## Heteropoda venatoriaet l'espèce humaine
Cette araignée est souvent rencontrée en raison de sa grande taille, de son mode de vie à l'intérieur des bâtiments et de sa large répartition. Si sa grande taille peut effrayer, les habitants d'Asie et des Caraïbes l'apprécient, du fait qu'elle élimine les nuisibles comme les blattes. Cette araignée n'est pas considérée comme dangereuse, même si sa morsure peut être douloureuse. Elle n'est absolument pas agressive et préférera toujours fuir face à un humain : une morsure défensive (généralement sans venin) ne sera déclenchée qu'en danger de mort, par exemple si on la serre dans sa main en l'empêchant de s'enfuir. 

## Publications originales
- Linnaeus, 1767 : Systema naturae per regna tria naturae, secundum classes, ordines, genera, species, cum characteribus differentiis, synonymis, locis. Editio duodecima, reformata. Holmiae.
- Thorell, 1881 : Studi sui Ragni Malesi e Papuani. III. Ragni dell'Austro Malesia e del Capo York, conservati nel Museo civico di storia naturale di Genova. Annali del Museo Civico di Storia Naturale di Genova, vol. 17, p. 1-727 (texte intégral).